# Đàn áp người Thượng tại Việt Nam
Những cư dân bản địa của khu vực Tây Nguyên Việt Nam là người Thượng (Đêga). Người Việt (Kinh) đã chinh phục Tây Nguyên trong quá trình Nam tiến. Hiện nay, dân số người Việt đã áp đảo người Thượng sau những nỗ lực định cư được tổ chức đầu tiên bởi nhà Nguyễn, sau đó là chính phủ Việt Nam Cộng Hòa, và sau là Chính quyền Cộng hòa Xã hội Chủ nghĩa Việt Nam sau khi Việt Nam thống nhất. Đã có những xung đột xảy ra giữa các dân tộc thiểu số với người Kinh, từ chính quyền Việt Nam Cộng Hòa, Mặt trận Dân tộc Giải phóng miền Nam Việt Nam, đến nhà nước Cộng hòa Xã hội Chủ nghĩa Việt Nam sau đó.
Hiện nay, các phòng trào đòi ly khai do một số người Thượng thành lập, cùng một số tổ chức phương Tây cáo buộc rằng chính phủ Việt Nam thi hành chính sách đàn áp người Thượng ở Tây Nguyên. Ngược lại, chính phủ Việt Nam cho biết các dân tộc thiểu số trên toàn Việt Nam luôn được hưởng các quyền công dân bình đẳng; các phong trào ly khai người Thượng và một số tổ chức phương Tây đã xuyên tạc tình hình ở Việt Nam nhằm phá hoại tình đoàn kết giữa các dân tộc trên đất nước Việt Nam, kích động người dân tộc thiểu số đòi ly khai với ý đồ gây ra bạo loạn để quân đội nước ngoài có cớ tấn công Việt Nam. Chính phủ Việt Nam cho rằng việc bắt giữ các đối tượng kích động gây bạo loạn, ly khai là điều pháp luật các nước đều có quy định để đảm bảo toàn vẹn lãnh thổ và an ninh xã hội, nên không thể dựa vào đó để nói rằng "chính phủ Việt Nam đàn áp người Thượng" như các tổ chức phương Tây cáo buộc.

## Bối cảnh lịch sử
Nhà nước Chămpa và người Chăm tới năm 1471 được xem như lãnh chúa của những dân tộc thiểu số cư ngụ trên cao nguyên, nhưng không can thiệp vào quyền tự trị của họ. Sau khi Thế Chiến II kết thúc, khái niệm "Nam tiến" và cuộc chinh phục miền Nam đã được các học giả Việt Nam ủng hộ. Pays Montagnard du Sud-Indochinois là tên gọi của Tây Nguyên từ năm 1946 khi Đông Dương còn là thuộc địa của Pháp.
Trong thời gian Pháp cai trị, người Kinh hầu như không có hoạt động qua lại với dân cư tại Tây Nguyên, vì đây được xem là khu vực của dân man di (savage), "rừng thiêng nước độc" (poisoned water). Tuy nhiên, mọi chuyện thay đổi từ khi người Pháp cải tạo Tây Nguyên thành vùng đồn điền và sinh lợi nhuận lớn, phát hiện các nguồn tài nguyên thiên nhiên từ rừng, khoáng chất và đất đai màu mỡ. Đồng thời, người Kinh cũng nhận ra vị trí địa lí mang tính chiến lược của khu vực này.
Ngày 11 tháng 3 năm 1955, Ngô Đình Diệm ra quyết định sáp nhập lãnh thổ (Xứ Thượng Miền Nam Đông Dương) vào đơn vị hành chính Việt Nam và bãi bỏ quy chế tự trị của Hoàng Triều Cương Thổ do Hoàng đế Bảo Đại ban hành vào năm 1950. Tiếp theo đó, chính sách đưa người di cư Bắc Việt Nam đến sống ở Tây Nguyên vào năm 1955 đã đẩy đồng bào Tây Nguyên vào tình trạng mất đất đai để canh tác. Luật tục và đời sống văn hóa, tinh thần bị xáo trộn, người Thượng còn bị xua đuổi vào vùng đất cằn cỗi và ngược đãi bởi chính sách cai trị của chính quyền Ngô Đình Diệm. Ngày 1 tháng 5 năm 1958, một số trí thức người Thượng, đứng đầu là Y Bham Êñuôl người Ê Đê, thành lập BAJARAKA. Tổ chức này chủ trương đấu tranh bất bạo động yêu cầu chấm dứt mọi chính sách phân biệt đối xử đối với các sắc tộc thiểu số. Y Bhăm Êñuôl đã liên lạc với Tổng thư kí Liên hiệp quốc và các đại sứ quán nước ngoài để tố cáo sự ngược đãi yêu cầu hỗ trợ. Mặt Trận Giải Phóng Cao Nguyên Chămpa và Bajaraka đều do Y Bhăm Êñuôl lãnh đạo. Ông bị giết bởi Khmer Đỏ vào ngày 20 tháng 4 năm 1975.
Les Kosem Y Bham Êñuôl và Hoàng thân Norodom Sihanouk cùng sáng lập Mặt trận Thống nhất Đấu tranh của các Sắc tộc bị Áp bức (FULRO) và phát động một cuộc nổi dậy chống lại chính phủ Việt Nam Cộng Hòa để lấy lại đất đai từ tay người Kinh. Từ năm 1964, các thành viên của FULRO  tuyên bố rằng các chế độ chính trị tại Việt Nam đã khủng bố họ vì niềm tin tôn giáo, và phong trào này đã tiến hành các hoạt động vũ trang nhằm ly khai vùng Tây Nguyên thành một nước độc lập. FULRO cáo buộc rằng sau khi bỏ tù và giết hại hàng loạt người biểu tình trong năm 2001 và năm 2004, chính phủ Việt Nam đã ban hành lệnh cấm người nước ngoài đến Tây Nguyên trong một thời gian.

## Thực dân hóa Tây Nguyên trong chiến tranh Đông Dương
Tây Nguyên được người Kinh chú ý nhiều hơn sau thời kỳ Pháp thuộc. Từ mọi bắt đầu được sử dụng để miệt thị người Thượng. Khi Pháp rút khỏi Việt Nam và đất nước bị chia cắt từ 1954 đến 1976, dưới sự lãnh đạo của Y Bhăm Êñuôl, các chiến binh của FULRO đã đấu tranh chống lại cả hai chính quyền Việt Nam ở cả Miền Bắc và Miền Nam vì quyền lợi của dân tộc thiểu số. Họ giao tranh với người Kinh suốt 20 năm sau Chiến tranh Việt Nam, và số người Thượng thiệt mạng sau năm 1975 đã lên tới con số 200.000 người trong cuộc chiến giữa FULRO và Nhà nước Việt Nam ở Tây Nguyên, bắt đầu khi chính quyền cho các công ty Nhật Bản thuê khu vực này để thu hoạch gỗ. Đạn dược, vũ khí, và hơn 5.000 khẩu súng trường đã được cung cấp bởi Trung Quốc sau khi người Thượng gửi yêu cầu hỗ trợ đến nước này, thông qua trung gian là Tướng Savit-Yun K-Yut người Thái. Trước đó, Hoa Kỳ đã khước từ đề nghị giúp đỡ của người Thượng để chống chính quyền Việt Nam. Theo phương Tây cáo buộc, các hội đồng nhân dân của người Thượng bị chính quyền bãi bỏ; khu vực Tây Nguyên ngày càng xuất hiện nhiều người Kinh định cư theo định hướng của Nhà nước, hàng loạt vụ bắt giữ người Thượng ở Tây Nguyên được tiến hành bởi Quân đội Nhân dân Việt Nam trong tháng 2 năm 2001, khi hàng loạt cuộc biểu tình nổ ra mà theo phương Tây là nhằm "chống lại sự áp bức của người Kinh".
Các cộng đồng dân tộc người Hoa, người dân tộc thiểu số Tây Nguyên, người Chăm, và người Khmer đều bị xem như cư dân ngoại lai dưới thời Ngô Đình Diệm. Tây Nguyên được người Kinh đẩy mạnh "thuộc địa hóa" dưới chính quyền Ngô Đình Diệm. Các bộ lạc không thân cộng vào năm 1963 từ chối hoàn toàn luật lệ Việt Nam.
Cộng đồng người Việt cổ ban đầu sinh sống quanh khu vực đồng bằng sông Hồng. Nhờ giao tranh, họ mở rộng lãnh thổ và chiếm nhiều vùng đất như Chămpa, Đồng bằng sông Mekong (từ Campuchia) và Tây Nguyên trong quá trình Nam tiến. Mặt khác, người Việt cũng chịu ảnh hưởng nặng nề của Trung Quốc và bị Hán hóa, trong khi người Campuchia và Lào bị Ấn hóa. Tuy nhiên, người Thượng ở Tây Nguyên lại duy trì bản sắc địa phương và gần như không bị tác động bởi các nền văn minh khác. Nhờ đó, họ đã phần nào ngăn cản chủ nghĩa dân tộc của người Kinh. Thuật ngữ Pays Montagnard du Sud-Indochinois (PMSI) dùng để mô tả vùng Tây Nguyên và những cư dân được xem là người Thượng. Quy mô to lớn của dòng người Kinh đến định cư ở Tây Nguyên đã ảnh hưởng nghiêm trọng đến vấn đề nhân khẩu của khu vực. Bạo lực đã nổ ra do sự mâu thuẫn sâu sắc mà chính quyền Việt Nam đã gây ra với việc áp bức và tịch thu đất đai của người Thượng rồi phân phát cho dân định cư mới ở Tây Nguyên.
Người Việt thuộc địa hóa Tây Nguyên được so sánh với cuộc Nam tiến lịch sử của các nhà cầm quyền Việt Nam trước đây. Trong thời Nam tiến, người Việt chiếm lấy và thuộc địa hóa lãnh thổ người Khmer và Chăm, sự thuộc địa hóa và di dân đến dưới bảo trợ của chính quyền Diệm được những người Công giáo tị nạn từ miền Bắc Việt Nam lập lại. Sau đó là sự hình thành các "Khu kinh tế mới" của chính phủ Việt Nam hiện nay. Cuộc chiến tranh tàn bạo kéo dài nghìn năm của người Kinh ở vùng đồng bằng đối với người Thượng ở vùng núi là một tập tục lâu đời và người Kinh đã sử dụng từ "mọi" (thổ dân) để nói tới người Thượng. Chính quyền miền Nam Việt Nam đã mạnh mẽ chống lại những nhóm tự trị người Thượng CIDG (Civilian Irregular Defense Groups) bởi vì họ sợ rằng người Thượng sẽ giành được độc lập vì vậy người của chính phủ miền Nam Việt Nam và người Thượng thường đụng độ nhau. Theo phương Tây cáo buộc, chính phủ Việt Nam thống nhất sau này đã áp dụng hình phạt khắc nghiệt chống lại người Thượng.
Người Kinh đã xem và đối xử các dân tộc sống ở Tây Nguyên như những "người man rợ" và điều này đã gây ra một cuộc nổi dậy người Thượng chống lại người Kinh. Người Thượng bắt giữ hàng trăm thường dân và binh lính Việt Nam, ám sát các sĩ quan lực lượng đặc biệt Việt Nam và bắt giữ các cố vấn Mỹ vào ngày 19-20 tháng 9, nhưng Sư đoàn 23 của Quân lực Việt Nam Cộng hòa đã ngăn chặn họ chiếm Buôn Ma Thuột, thủ phủ của tỉnh Đắk Lắk. Ở vùng Tây Nguyên, tổ chức FULRO người Thượng đã chiến đấu chống lại chính phủ Việt Nam Cộng hòa do sự phân biệt đối xử của chính phủ này chống lại người Thượng. Sau chiến thắng của Việt Nam Dân chủ Cộng hòa, người Kinh đã từ chối quyền tự trị đối với người Thượng, và trên vùng Tây Nguyên họ định cư khoảng một triệu người Kinh, thêm vào đó là việc sử dụng "các trại cải tạo", khiến người Thượng FULRO tiếp tục đấu tranh vũ trang chống lại người Kinh.
Dân tộc thiểu số nói chung được gọi là "mọi", bao gồm các "bộ lạc vùng núi khác" như người Mường. Các chính sách phân biệt dân tộc thiểu số của người Kinh, sự xuống cấp về môi trường, tước đoạt đất đai của người bản địa, và định cư bởi một số lượng lớn người Kinh đã dẫn tới những cuộc biểu tình và tuần hành của các dân tộc bản địa Tây Nguyên trong tháng 1-tháng 2 năm 2001 và sự kiện này đã gây ra một cú sốc lớn cho tuyên bố thường được chính phủ Việt Nam công bố rằng tại Việt Nam Không có cuộc chạm trán về chủng tộc, không có cuộc chiến tranh tôn giáo, không có xung đột sắc tộc, và không có sự xóa bỏ nền văn hoá của dân tộc khác. Ngoài ra chính phủ đã tài trợ cho vấn đề định cư của người Kinh tại các vùng cao nguyên khác, như Dãy Trường Sơn, cả Tây Nguyên và Trường Sơn đều có dân tộc thiểu số chứ không phải là người Kinh cho đến đầu thế kỷ 20 nhưng nhân khẩu học của các vùng cao này đã chuyển đổi mạnh mẽ với sự chiếm đóng của 6.000.000 người Kinh định cư từ năm 1976 đến những năm 1990, dẫn đến người Kinh vượt số dân tộc bản địa ở vùng cao.
Theo Tổ chức Nhân quyền người Thượng (MHRO), những người lính Việt Nam tuyển dụng "những cô gái giải khuây" từ các dân tộc thiểu số bản xứ Tây Nguyên và giết những người không tuân theo, lấy cảm hứng từ việc Nhật Bản sử dụng phụ nữ giải khuây.

## Xử lí vấn đề văn hóa và nhân khẩu
Bỏ qua mọi kế hoạch có tính tự chủ cho người dân tộc thiểu số, chính phủ Nam Việt Nam đã khởi xướng một kế hoạch đồng hóa với việc thành lập "Hội đồng Xã hội và Kinh tế cho Đất nước Cao nguyên Nam Bộ". Chính phủ Nam Việt Nam đã tiếp cận với các vùng cao bằng cách tuyên bố rằng họ sẽ được "phát triển" vì họ "nghèo" và "không biết gì", tạo điều kiện cho người nông dân du canh định cư và những người định cư dân tộc Kinh từ các vùng duyên hải vào vùng cao như người tị nạn Công giáo miền Bắc Việt Nam. 50.000 người Việt Nam định cư ở Cao nguyên vào năm 1960 và năm 1963 tổng số người định cư là 200.000 người và đến năm 1974 miền Nam Việt Nam vẫn thực hiện kế hoạch định cư hóa ngay cả khi người bản xứ ở vùng cao gặp nhiều bất ổn và rối loạn vì quá trình này, và đến năm 1971 ít hơn một nửa kế hoạch của người Mỹ để lại cho người Thượng, với chỉ 20% Tây Nguyên, và ngay cả ở những vùng cao nguyên không có quá trình định cư, chính phủ Nam Việt Nam đã dồn các dân tộc bản địa vào "Ấp chiến lược" để tránh xa Cộng sản, chính phủ Nam Việt Nam luôn tìm cách chặn đứng bất kỳ nỗ lực nào tiếp cận với người Thượng.
Bài báo "Terrifying Abuses in Viet Nam" (Các vi phạm khủng khiếp ở Việt Nam) năm 2002 của tờ Washington Times cho biết phụ nữ Thượng đã bị chính quyền Việt Nam bắt triệt sản để giảm dân số người Thượng, chiếm đoạt đất đai người Thượng và tấn công tín ngưỡng của họ, giết hại và tra tấn họ trong một Hình thức "diệt chủng dần dần". Đây là bài viết của Michael Benge, cố vấn cấp cao của "tổ chức nhân quyền người Thượng". Phía chính quyền Việt Nam coi đây là bài báo chứa đầy những bịa đặt trắng trợn, xuyên tạc tình hình Tây Nguyên và vu khống chính sách dân tộc của Việt Nam.
Luke Simpkins, một nghị sĩ trong Hạ viện Úc đã lên án cuộc bức hại người Thượng ở Tây Nguyên và ghi nhận cả chính quyền miền Nam Việt Nam và chế độ thống nhất của Việt Nam tấn công người Thượng và chiếm đóng vùng đất của họ, đề cập đến FULRO chiến đấu chống lại người Kinh với mong muốn bảo tồn văn hoá và ngôn ngữ của họ. Chính phủ Việt Nam cho những người không phải người Thượng định cư và giết người Thượng sau khi giam giữ họ.

## Các cuộc biểu tình chống chính phủ

### Biểu tình năm 2001
Những người Thượng với 402 người đã chạy sang Ratanakiri và Moldokiri của Campuchia vào tháng 12 năm 1992. Sau đó một số người tị nạn khác cũng chạy sang Campuchia sau khi chính phủ Việt Nam đàn áp các cuộc biểu tình ở Tây Nguyên vào tháng 2 năm 2001.

### Biểu tình năm 2004
Một cuộc biểu tình của người Thượng xảy ra vào Lễ Phục Sinh ngày 10–11 tháng 4 năm 2004 tại Tây Nguyên; tổng cộng khoảng 10.000–30.000 người Thượng tham gia tại Đắk Lắk, Gia Lai, Đắk Nông.

## Có thể liên quan
- Dega
- Chiến tranh Đông Dương
- Chiến tranh Đại Việt-Chiêm Thành (1471)
- Xung đột tại Lào
- Tây Nguyên
- FULRO
- Thảm sát Đắk Sơn
- Trận Lộc Ninh (1972)